# Фторид вольфрама(VI)
Фторид вольфрама(VI) (гексафторид вольфрама) — неорганическое соединение, соль металла вольфрама и плавиковой кислоты с формулой WF6, бесцветный газ или светло-жёлтая жидкость, реагирует с водой. Разрушает органические вещества, является сильным фторирующим агентом, очень ядовит.

## Получение
- Фторирование порошкообразного металлического вольфрама при комнатной температуре:

{\displaystyle {\mathsf {W+3F_{2}\ {\xrightarrow {}}\ WF_{6}}}}
- Действие плавиковой кислоты на хлорид вольфрама(VI):

{\displaystyle {\mathsf {WCl_{6}+6HF\ {\xrightarrow {}}\ WF_{6}+6HCl}}}

## Физические свойства
Фторид вольфрама(VI) при нормальных условиях — это бесцветный газ, дымящий во влажном воздухе. При незначительном охлаждении конденсируется в светло-жёлтую жидкость.
При температуре 2°С образует кристаллы кубической сингонии, параметры ячейки a = 0,628 нм, Z = 2, плотность 3,99 г/см³.
При температуре −8,5°С происходит фазовый переход в ромбическую сингонию, пространственная группа P nma, параметры ячейки a = 0,9603 нм, b = 0,8713 нм, c = 0,5044 нм, Z = 4, плотность 4,75 г/см³ (-183°С).
Реагирует с водой, хорошо растворяется в перфторциклопентане, бензоле, диоксане и жидком фтористом водороде. С HF образует азеотропную смесь.
При охлаждении бензольного раствора до −78°С выпадают аддукты вида WF6•C6H6.

## Химические свойства
- Фторид вольфрама(VI) химически очень активен, является очень агрессивным фторирующим агентом, реагирует со стеклом и металлами, за исключением платины и золота.

- Реагирует с водой и водяными парами во влажном воздухе с образованием фтороводорода, на воздухе "дымит":

{\displaystyle {\mathsf {WF_{6}+3H_{2}O\ {\xrightarrow {}}\ WO_{3}+6HF}}}
- С фторидами щелочных металлов образует комплексные соли:

{\displaystyle {\mathsf {WF_{6}+NaF\ {\xrightarrow {}}\ Na[WF_{7}]}}}
{\displaystyle {\mathsf {WF_{6}+2KF\ {\xrightarrow {}}\ K_{2}[WF_{8}]}}}

## Применение
- При нанесении покрытий из вольфрама.
- Получение порошкообразного вольфрама.
- Для разделения изотопов вольфрама.

## Биологическая роль и физиологическое воздействие
- Гексафторид вольфрама WF6 токсичен; ПДК = 0,5 мг/м³ (в пересчёте на фтороводород HF).

## Интересные сведения
Гексафторид вольфрама — самый тяжелый из известных газов при температуре +20 °C.